# オランダ人

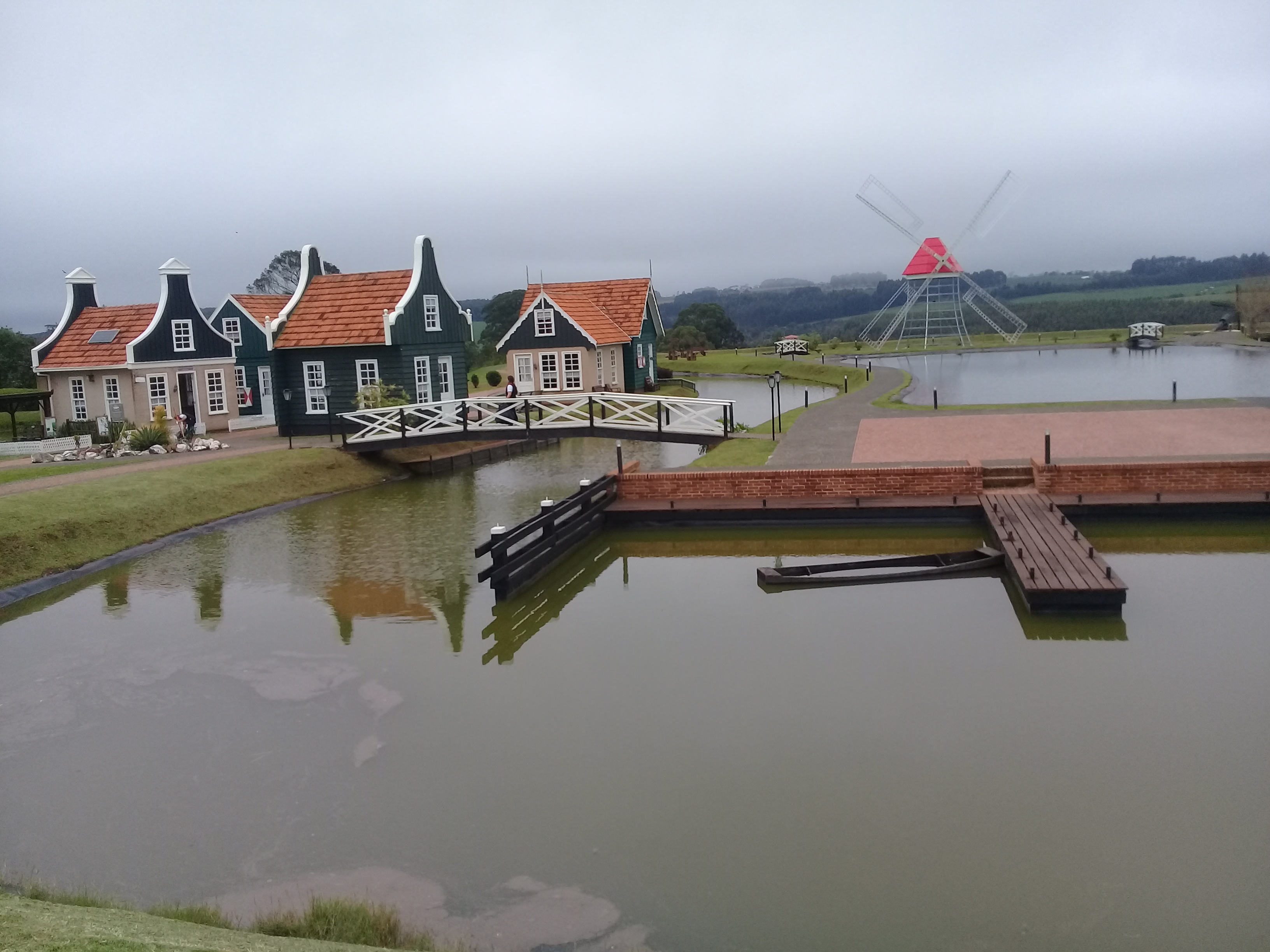
風車と伝統的な家が見えるカランベイの公園

オランダ人（オランダじん、蘭: Nederlanders）は、オランダ国民、またはオランダを父祖の土地とする民族である。オランダ語を話す。
世界一背の高い国民として知られ、オランダ人女性の平均身長は170cm、男性の平均身長は184cmである。
オランダ海上帝国では、多くのオランダ人が移民した。
南部アフリカへ移民したオランダ人はアフリカーナーになった。さらにバルト・ドイツ人とともにロシアに移民したオランダ人もいた。オーストリア大統領のアレクサンダー・ファン・デア・ベレンは父がオランダ系ロシア貴族出身である。

## 遺伝子
オランダ人のY染色体ハプログループは、ある調査では、ハプログループR1bが61.32％と非常に高割合であり、次いでハプログループIが20.31％となっている。